# Janet Russell Perkins

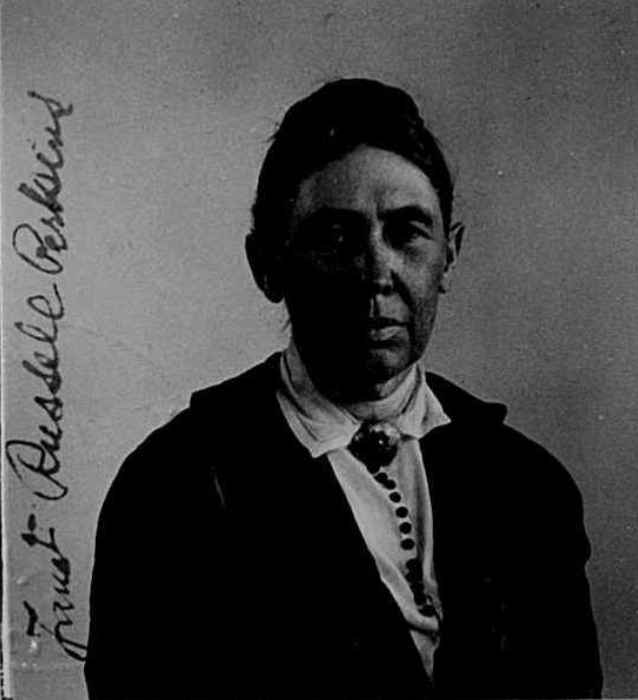
Passfoto von Janet Russell Perkins

Janet Russell Perkins  (* 20. März 1853 in Lafayette (Louisiana), USA; † 7. Juli 1933 in Hinsdale (Illinois), USA) war eine US-amerikanische Botanikerin und Forschungsreisende.

## Leben und Werk

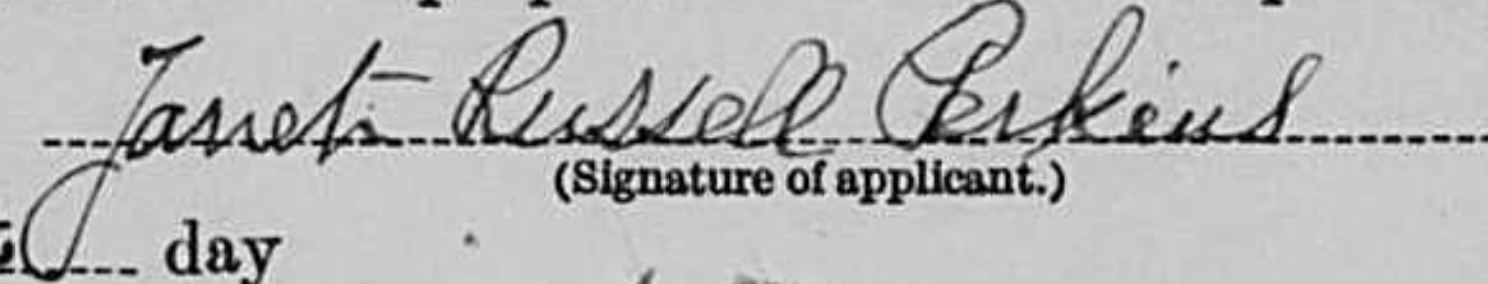
Unterschrift von Janet Russell Perkins, 1921

Perkins war die Tochter des Kaufmanns Cyrus Grosvenor Perkins und Jane Rose (Houghteling) Perkins. Sie besuchte verschiedene Privatschulen und studierte von 1867 bis 1871 Sprache Geschichte, Literatur und Naturwissenschaften an der University of Wisconsin, wo sie 1872 den Bachelor of Arts erwarb. Danach lebte sie drei Jahre in Europa, wo sie als Privatlehrerin in Hildesheim arbeitete und in Paris Musik und Sprachen studierte.
Sie kehrte 1875 in die USA zurück und arbeitete etwa 20 Jahre lang als Lehrerin in Chicago und in der botanischen Abteilung der Universität Chicago. Während dieser Zeit bereiste sie Europa, Kalifornien, Hawaii und die Azoren. Sie begann 1895 mit Ausnahmegenehmigung ein Studium an der Humboldt-Universität zu Berlin bei Adolf Engler und Ernst Friedrich Gilg. 1900 wurde sie an der Ruprecht-Karls-Universität Heidelberg bei Ernst Pfitzer promoviert. Die badischen Universitäten waren die ersten, die allen Frauen ihre Toren öffneten, auch wenn die Heidelberger Naturwissenschaftlich-Mathematische Fakultät Frauen seit ihr Gründer 1891 zum Studium und seit 1894 zur Promotion zuließ. Perkins’ Dissertation war eine Monographie über die Gattung Mollinedia, die 1900 in den Botanischen Jahrbüchern Band 27 veröffentlicht wurde. Anschließend kehrte sie nach Berlin zurück, um am Botanischen Museum in Dahlem zu arbeiten. Von 1901 bis 1902 war sie als wissenschaftliche Mitarbeiterin im US-Landwirtschaftsministerium in Berlin tätig, wo sie an einer Überarbeitung der Leguminosae von Puerto Rico beteiligt war.
Sie veröffentlichte viele Artikel und Bücher in deutscher und englischer Sprache über tropische Pflanzen, darunter Arbeiten über die Flora der Philippinen, 1907 über die Leguminosen von Puerto Rico und 1912 über die Flora Boliviens. Perkins sammelte von 1914 bis 1917 Pflanzen in Jamaika, die sie als Sammlung den Royal Botanic Gardens (Kew) schenkte.

## Forschung zu Monimiaceae

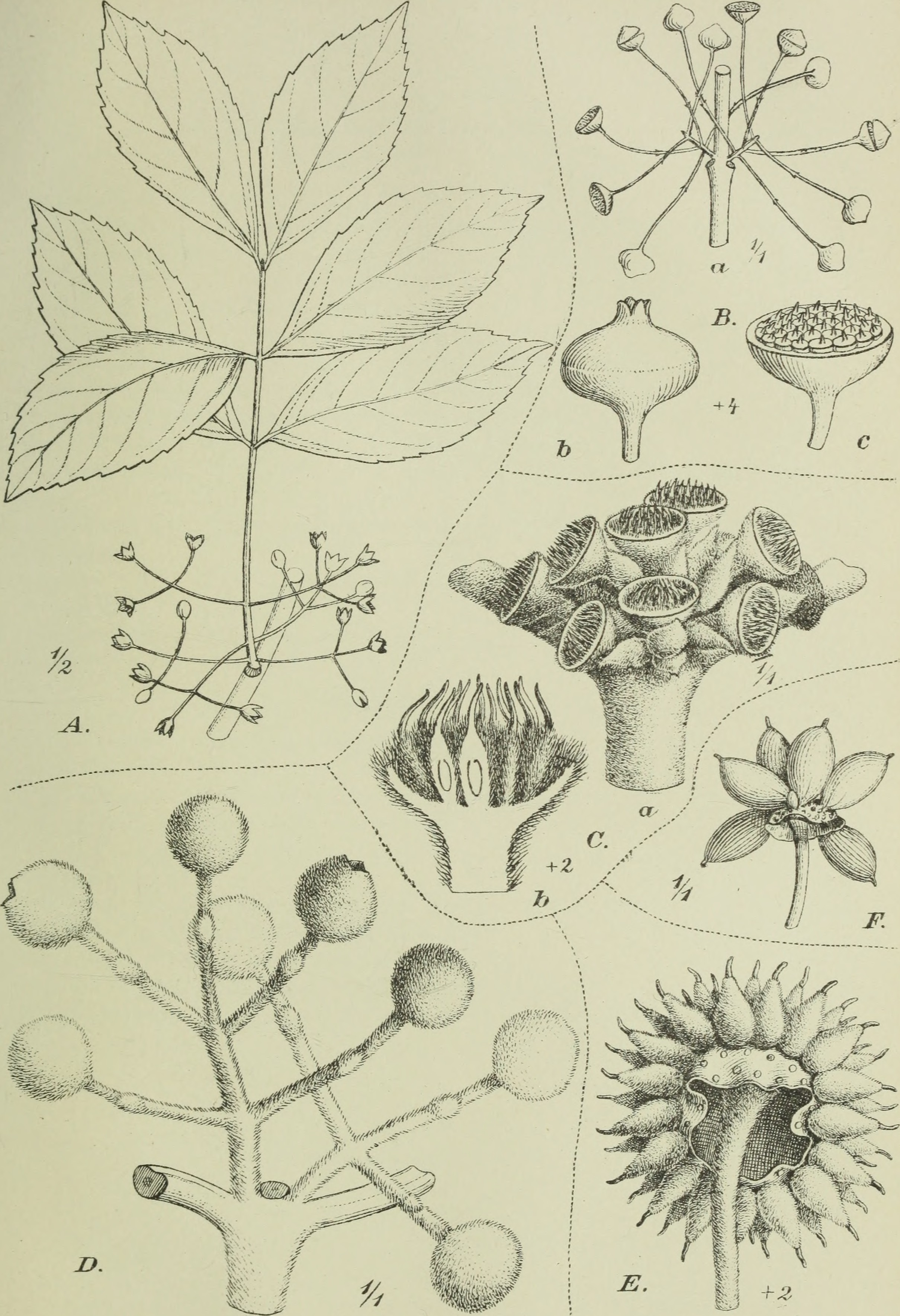
Abbildung von Mollinedia-Arten aus Botanische Jahrbücher für Systematik, Pflanzengeschichte und Pflanzengeographie (1900)

Sie begann 1898 mit der Bearbeitung der Pflanzenfamilie der Monimiaceae, über die die 1855 erschienene Monographie von Edmond Tulasne vorlag, seitdem aber nur wenig publiziert worden war. Tulasne kannte nur wenige altweltliche Gattungen und Arten der Familie und Perkins beschrieb 300 neue Arten und erstellte  die Systematik der Familie von Grund auf neu. Sie veröffentlichte über die Familie der Monimiaceae eine größere Zahl von Arbeiten auch mit Abbildungen, die die Vielgestaltigkeit der Blütenentwicklung dieser Familie zeigten.
Sie studierte in ihren Revisionsarbeiten das Material der großen Herbarien und ihre Beschreibungen und Zeichnungen sind meist die einzigen erhaltenen Dokumentationen, da während des Zweiten Weltkrieges Teile dieser Materialsammlungen in Wien und Berlin durch Bombardierungen zerstört worden sind.
Perkins starb 1933 in Hinsdale (Illinois).
Das Standard-Autorenkürzel Perkins wird verwendet, um diese Person als Autor zu kennzeichnen, wenn ein botanischer Name zitiert wird.

## Mitgliedschaften
- Deutsche Botanische Gesellschaft
- Gesellschaft für Erdkunde, Berlin
- Freie Vereinigung für Systematik und Pflanzengeographie

## Veröffentlichungen (Auswahl)
- 1902: Beiträge zur Kenntnis der Styracaceae. W. Engelmann.
- 1904: Fragmenta florae philippinae: contributions to the flora of the Philippine Islands. General Books, 2012, ISBN 978-1-235-68112-7.
- 1907: The Leguminosae of Porto Rico. BiblioBazaar, 2009, ISBN 978-1-117-14376-7.
- 1912: Beiträge zur Flora von Bolivia, W. Engelmann.
- 1928: Übersicht über die Gattungen der 'Styracaeae'.
- 1925: Übersicht über die Gattungen der Monimiaceae: sowie Zusammenstellung der Abbildungen und der Literatur über die Arten dieser Familie bis zum Jahre 1925. W. Engelmann.[5]